# Football League Two 2023-2024
La EFL League Two 2023-2024, conosciuta anche con il nome di Sky Bet Football League Two per motivi di sponsorizzazione, è il 66º campionato inglese di calcio di quarta divisione, nonché il 20º con la denominazione di League Two. La stagione regolare ha avuto inizio il 5 agosto 2023 e si è conclusa il 27 aprile 2024, mentre la finale dei play off si è disputata il 19 maggio 2024.

## Stagione

### Novità
Al termine della stagione precedente, insieme ai campioni di lega del Leyton Orient (al primo titolo di quarta divisione della loro storia), salirono direttamente in Football League One anche lo Stevenage (2º classificato) ed il Northampton Town (3º classificato). Mentre il Carlisle United, 5º classificato, raggiunse la promozione attraverso i play-off. L'Hartlepool United ed il Rochdale (quest'ultimo, fu costretto ad abbandonare la Football League dopo centouno anni), che occuparono le ultime due posizioni della classifica, non riuscirono invece a mantenere la categoria e scesero in National League.
Queste sei squadre furono rimpiazzate dalle quattro retrocesse dalla Football League One: Milton Keynes Dons, Morecambe, Accrington Stanley e Forest Green Rovers e dalle due promosse provenienti dalla National League: Wrexham (risalito dopo sedici anni in un torneo di quarta divisione) e Notts County.

### Formula
Le prime tre classificate vengono promosse direttamente in Football League One, insieme alla vincente dei play off a cui partecipano le squadre giunte dal 4º al 7º posto. Mentre le ultime due classificate retrocedono in National League.

## Squadre partecipanti
| Squadra             | Città              | Stadio                       | Stagione precedente                     |
| ------------------- | ------------------ | ---------------------------- | --------------------------------------- |
| Accrington Stanley  | Accrington         | Crown Ground                 | 23º posto in EFL League One, retrocesso |
| AFC Wimbledon       | Londra (Wimbledon) | Plough Lane                  | 21º posto in EFL League Two             |
| Barrow              | Barrow-in-Furness  | Holker Street                | 9º posto in EFL League Two              |
| Bradford City       | Bradford           | Valley Parade                | 6º posto in EFL League Two              |
| Colchester United   | Colchester         | Colchester Community Stadium | 20º posto in EFL League Two             |
| Crawley Town        | Crawley            | Broadfield Stadium           | 22º posto in EFL League Two             |
| Crewe Alexandra     | Crewe              | Alexandra Stadium            | 13º posto in EFL League Two             |
| Doncaster Rovers    | Doncaster          | Keepmoat Stadium             | 18º posto in EFL League Two             |
| Forest Green Rovers | Nailsworth         | The New Lawn                 | 24º posto in EFL League One, retrocesso |
| Gillingham          | Gillingham         | Priestfield Stadium          | 17º posto in EFL League Two             |
| Grimsby Town        | Grimsby            | Blundell Park                | 11º posto in EFL League Two             |
| Harrogate Town      | Harrogate          | Wetherby Road                | 19º posto in EFL League Two             |
| Mansfield Town      | Mansfield          | Field Mill                   | 8º posto in EFL League Two              |
| Milton Keynes Dons  | Milton Keynes      | Stadium MK                   | 21º posto in EFL League One, retrocesso |
| Morecambe           | Morecambe          | Globe Arena                  | 22º posto in EFL League One, retrocesso |
| Newport County      | Newport            | Rodney Parade                | 15º posto in EFL League Two             |
| Notts County        | Nottingham         | Meadow Lane                  | 2º posto in National League, promosso   |
| Salford City        | Salford            | Moor Lane                    | 7º posto in EFL League Two              |
| Stockport County    | Stockport          | Edgeley Park                 | 4º posto in EFL League Two              |
| Sutton United       | Londra (Sutton)    | Gander Green Lane            | 14º posto in EFL League Two             |
| Swindon Town        | Swindon            | County Ground                | 10º posto in EFL League Two             |
| Tranmere            | Birkenhead         | Prenton Park                 | 12º posto in EFL League Two             |
| Walsall             | Walsall            | Bescot Stadium               | 16º posto in EFL League Two             |
| Wrexham             | Wrexham            | Racecourse Ground            | 1º posto in National League, promosso   |

## Allenatori e primatisti
Dati aggiornati al 9 marzo 2024.
| Squadra            | Allenatore                                                                   | Calciatore più presente (tra parentesi il numero delle presenze) | Cannoniere (tra parentesi il numero dei gol) |
| ------------------ | ---------------------------------------------------------------------------- | ---------------------------------------------------------------- | -------------------------------------------- |
| Accrington Stanley | John Coleman (1ª-35ª) John Doolan (36ª-)                                     | Jack Nolan (35)                                                  | Jack Nolan (12)                              |
| AFC Wimbledon      | Johnnie Jackson                                                              | Alex Bass (37)                                                   | James Tilley, Omar Bugiel (7)                |
| Barrow             | Pete Wild                                                                    | Dean Campbell (35)                                               | Ben Whitfield, Kian Spence (35)(7)           |
| Bradford City      | Mark Hughes (1ª-11ª) Kevin McDonald (12ª-16ª) Graham Alexander (17ª-)        | Bradley Halliday (34)                                            | Andy Cook (14)                               |
| Colchester Utd     | Ben Garner (1ª-13ª) Matthew Etherington (14ª-26ª) Danny Cowley (27ª-)        | Noah Chilvers (35)                                               | Cameron McGeehan (6)                         |
| Crawley Town       | Scott Lindsey                                                                | Klaidi Lolos (35)                                                | Danilo Orsi-Dadomo (15)                      |
| Crewe Alexandra    | Lee Bell                                                                     | Rio Adebisi, Mickey Demetriou (36)                               | Elliot Nevitt (12)                           |
| Doncaster          | Grant McCann                                                                 | Owen Bailey, Joe Ironside (36)                                   | Joe Ironside (14)                            |
| Forest Green       | David Horseman (1ª-20ª) Troy Deeney (21ª-27ª) Steve Cotterill (28ª-)         | Jamie Robson (36)                                                | Mathew Stevens (9)                           |
| Gillingham         | Neil Harris (1ª-11ª) Keith Millen (12ª-16ª) Stephen Clemence (17ª-)          | Ethan Coleman (35)                                               | Conor Masterson (6)                          |
| Grimsby Town       | Paul Hurst (1ª-16ª) Ben Davies e Shaun Pearson (17ª-19ª) David Artell (20ª-) | , Harry Clifton (33)                                             | Danny Rose (12)                              |
| Harrogate Town     | Simon Weaver                                                                 | Anthony O'Connor, George Thomson (33)                            | George Thomson (11)                          |
| Mansfield Town     | Nigel Clough                                                                 | 3 giocatori (36)                                                 | Davis Keillor-Dunn (18)                      |
| MK Dons            | Graham Alexander (1ª-13ª) Mike Williamson (14ª-)                             | Alex Gilbey (37)                                                 | Max Dean, Alex Gilbey (9)                    |
| Morecambe          | Derek Adams (1ª-16ª) Ged Brannan (17ª-)                                      | 3 giocatori (35)                                                 | John Joshua McKiernan, Jordan Slew (7)       |
| Newport County     | Graham Coughlan                                                              | 3 giocatori (36)                                                 | Will Evans (20)                              |
| Notts County       | Luke Williams (1ª-26ª) James O'Brien (27ª) Stuart Maynard (28ª-)             | Dan Crowley, Macaulay Langstaff (35)                             | Macaulay Langstaff (23)                      |
| Salford City       | Neil Wood (1ª-23ª) Simon Wiles (24ª-25ª) Karl Robinson (26ª-)                | Alex Cairns, Matt Smith (37)                                     | Matt Smith (23)                              |
| Stockport County   | Dave Challinor                                                               | Ben Hinchliffe, Isaac Olaofe (35)                                | Isaac Olaofe (17)                            |
| Sutton United      | Matt Gray (1ª-21ª) Jason Goodliffe (22ª-25ª) Steve Morison (26ª-)            | Joe Kizzi (37)                                                   | Harry Smith (8)                              |
| Swindon Town       | Michael Flynn (1ª-28ª) Gavin Gunning (29ª-)                                  | Charlie Austin (37)                                              | Charlie Austin (10)                          |
| Tranmere           | Ian Dawes (1ª-7ª) Nigel Adkins (8ª-)                                         | Luke McGee, Regan Henry (36)                                     | Connor Jennings 11)                          |
| Walsall            | Mat Sadler                                                                   | Isaac Hutchinson (36)                                            | Isaac Hutchinson (10)                        |
| Wrexham            | Phil Parkinson                                                               | Elliot Lee (36)                                                  | Elliot Lee, Paul Mullin (15)                 |

## Classifica[34]
|  | Pos. | Squadra            | Pt | G  | V  | N  | P  | GF | GS | DR  |
|  | ---- | ------------------ | -- | -- | -- | -- | -- | -- | -- | --- |
|  | 1.   | Stockport County   | 92 | 46 | 27 | 11 | 8  | 96 | 48 | +48 |
|  | 2.   | Wrexham            | 88 | 46 | 26 | 10 | 10 | 89 | 52 | +37 |
|  | 3.   | Mansfield Town     | 86 | 46 | 24 | 14 | 8  | 90 | 47 | +43 |
|  | 4.   | MK Dons            | 78 | 46 | 23 | 9  | 14 | 83 | 68 | +15 |
|  | 5.   | Doncaster          | 71 | 46 | 21 | 8  | 17 | 73 | 68 | +5  |
|  | 6.   | Crewe Alexandra    | 71 | 46 | 19 | 14 | 13 | 69 | 65 | +4  |
|  | 7.   | Crawley Town       | 70 | 46 | 21 | 7  | 18 | 73 | 67 | +6  |
|  | 8.   | Barrow             | 69 | 46 | 18 | 15 | 13 | 62 | 56 | +6  |
|  | 9.   | Bradford City      | 69 | 46 | 19 | 12 | 15 | 61 | 59 | +2  |
|  | 10.  | AFC Wimbledon      | 65 | 46 | 17 | 14 | 15 | 64 | 51 | +13 |
|  | 11.  | Walsall            | 65 | 46 | 18 | 11 | 17 | 69 | 73 | -4  |
|  | 12.  | Gillingham         | 64 | 46 | 18 | 10 | 18 | 46 | 57 | -11 |
|  | 13.  | Harrogate Town     | 63 | 46 | 17 | 12 | 17 | 60 | 69 | -9  |
|  | 14.  | Notts County       | 61 | 46 | 18 | 7  | 21 | 89 | 86 | +3  |
|  | 15.  | Morecambe (-3)     | 58 | 46 | 17 | 10 | 19 | 67 | 81 | -14 |
|  | 16.  | Tranmere           | 57 | 46 | 17 | 6  | 23 | 67 | 70 | -3  |
|  | 17.  | Accrington Stanley | 57 | 46 | 16 | 9  | 21 | 63 | 71 | -8  |
|  | 18.  | Newport County     | 55 | 46 | 16 | 7  | 23 | 62 | 76 | -14 |
|  | 19.  | Swindon Town       | 54 | 46 | 14 | 12 | 20 | 77 | 83 | -6  |
|  | 20.  | Salford City       | 51 | 46 | 13 | 12 | 21 | 66 | 82 | -16 |
|  | 21.  | Grimsby Town       | 49 | 46 | 11 | 16 | 19 | 57 | 74 | -17 |
|  | 22.  | Colchester Utd     | 45 | 46 | 11 | 12 | 23 | 59 | 80 | -21 |
|  | 23.  | Sutton Utd         | 42 | 46 | 9  | 15 | 22 | 59 | 84 | -25 |
|  | 24.  | Forest Green       | 42 | 46 | 11 | 9  | 26 | 44 | 78 | -34 |

Legenda:
      Promosso in EFL League One 2024-2025.
  Ammesso ai play-off.
      Retrocesso in National League 2024-2025.
Regolamento:
Tre punti a vittoria, uno a pareggio, zero a sconfitta.
In caso di arrivo di due o più squadre a pari punti, la graduatoria verrà stilata secondo i seguenti criteri:
- differenza reti
- maggior numero di gol segnati
- classifica avulsa
- maggior numero di vittorie
- maggior numero di gol segnati in trasferta
- fair play
- spareggio

Note:

Il Morecambe è stato sanzionato con 3 punti di penalizzazione per irregolarità amministrative.

## Spareggi

### Play-off

#### Tabellone
|  | Semifinali | Semifinali      | Semifinali | Semifinali | Semifinali |  |  | Finale | Finale          | Finale |  |
|  |            |                 |            |            |            |  |  |        |                 |        |  |
|  | 4          | MK Dons         | 0          | 1          | 1          |  |  |        |                 |        |  |
|  | 7          | Crawley Town    | 3          | 5          | 8          |  |  | 7      | Crawley Town    | 2      |  |
|  | 5          | Doncaster       | 2          | 0          | 2 (3)      |  |  | 6      | Crewe Alexandra | 0      |  |
|  | 6          | Crewe Alexandra | 0          | 2          | 2 (4)      |  |  |        |                 |        |  |

#### Semifinali

##### Andata
| Arbitro: | Gill |

|  |           |                          |
|  | Marcatori | 34’ Molyneux 48’ Biggins |

| Arbitro: | Joyce |

|                                   |           |  |
| Kelly 5’ Williams 45+1’ Darcy 65’ | Marcatori |  |

##### Ritorno
| Arbitro: | Oldham |

|                                            |                      |                                              |
|                                            | Marcatori            | 6’ Demetriou 16’ (aut.) Maxwell              |
| Ironside Westbrooke Miller Bailey Adelakun | Tiri di rigore 3 – 4 | Baker-Richardson Demetriou Cooney Leigh Kirk |

| Arbitro: | Stockbridge |

|            |           |                                                   |
| Dean 45+1’ | Marcatori | 3’ Williams 30’, 48’, 90+2’ Orsi-Dadomo 80’ Roles |

#### Finale
| Londra 19 maggio 2024, ore 14:00                            | Crewe Alexandra | 0 – 2                     | Crawley Town | Wembley (33.341 spett.) |
| \| \| \| \| \| \| Marcatori \| 41’ Orsi-Dadomo 85’ Kelly \| |                 |                           |              |                         |
|                                                             |                 |                           |              |                         |
|                                                             | Marcatori       | 41’ Orsi-Dadomo 85’ Kelly |              |                         |

## Statistiche
Aggiornate al 6 aprile 2024

### Squadre

#### Primati stagionali
- Maggior numero di vittorie: Stockport County (23)
- Minor numero di vittorie: Colchester United, Forest Green Rovers, Grimsby Town e Sutton United (9)
- Maggior numero di pareggi: Grimsby Town (16)
- Minor numero di pareggi: Crawley Town (5)
- Maggior numero di sconfitte: Forest Green Rovers (24)
- Minor numero di sconfitte: Stockport County (7)
- Miglior attacco: Notts County (83 gol fatti)
- Peggior attacco: Gillingham (40 gol fatti)
- Miglior difesa: Stockport County (41 gol subiti)
- Peggior difesa: Notts County (79 gol subiti)
- Miglior differenza reti: Stockport County (+41)
- Peggior differenza reti: Forest Green Rovers (-29)

### Individuali

#### Classifica marcatori
Aggiornata al 20 aprile 2024
| Gol |  |  | Giocatore          | Squadra                              |
| --- |  |  | ------------------ | ------------------------------------ |
| 28  |  |  | Macauley Langstaff | Notts County                         |
| 24  |  |  | Paul Mullin        | Wrexham                              |
| 24  |  |  | Matt Smith         | Salford City                         |
| 22  |  |  | Davis Keillor-Dunn | Mansfield Town                       |
| 21  |  |  | Will Evans         | Newport County                       |
| 20  |  |  | Isaac Olaofe       | Stockport County                     |
| 18  |  |  | Joe Ironside       | Doncaster                            |
| 18  |  |  | Danilo Orsi-Dadomo | Crawley Town                         |
| 17  |  |  | Dan Kemp           | MK Dons                              |
| 17  |  |  | Paddy Madden       | Stockport                            |
| 16  |  |  | George Thomson     | Harrogate                            |
| 16  |  |  | Jake Young         | Bradford City (0), Swindon Town (16) |
| 16  |  |  | Andy Cook          | Bradford City                        |
| 16  |  |  | Elliot Lee         | Wrexham                              |